# Даниил Жуков
Даниил Ефимович Жуков (на руски: Даниил Ефимович Жуков) е руски офицер, генерал-лейтенант. Участник в Руско-турската война (1877-1878).

## Биография
Даниил Жуков е роден през 1823 г. в Московска губерния в семейството на потомствен дворянин. Ориентира се към военното поприще. Завършва 1-ви Московски кадетски корпус (1841). Произведен е в първо офицерско звание прапорщик с назначение в лейбгвардейския Егерски полк.
Участва в потушаването на Унгарската революция (1848-1849). Бие се храбро в Кримската война (1853-1856).
Командир е на 16-и стрелкови батальон (1857) и 8-и Естляндски пехотен полк (1862). Участва в Кавказката война (1863-1864). Повишен е във военно звание генерал-майор от 1868 г. Помощник на командира на 3-та Гренадирска дивизия и 18-а пехотна дивизия (1869-1873).
Участва в Руско-турската война (1877-1878). Командир на 1-ва бригада от 18-а пехотна дивизия. Бригадата е в състава на Долнодунавския отряд. Отличава се в десанта при Галац. Повишен е във военно звание генерал-лейтенант и е награден с орден „Свети Георги“ IV ст. (1877). Командир е на 17-а пехотна дивизия. Участва в зимното преминаване на Стара планина и действията до края на войната.
След войната поради здравословни проблеми получава годишен отпуск. Уволнява се от армията през 1885 г.
Умира в личното си имение в Тулска губерния на 30 юли 1891 г.
|  | Тази страница частично или изцяло представлява превод на страницата „Жуков, Даниил Ефимович“ в Уикипедия на руски. Оригиналният текст, както и този превод, са защитени от Лиценза „Криейтив Комънс – Признание – Споделяне на споделеното“, а за съдържание, създадено преди юни 2009 година – от Лиценза за свободна документация на ГНУ. Прегледайте историята на редакциите на оригиналната страница, както и на преводната страница, за да видите списъка на съавторите. ВАЖНО: Този шаблон се отнася единствено до авторските права върху съдържанието на статията. Добавянето му не отменя изискването да се посочват конкретни източници на твърденията, които да бъдат благонадеждни. |